# 路生梅
路生梅（1944年1月—），北京人，中华人民共和国医生。

## 生平
路生梅1944年1月生于北京，1963年考入北京第二医学院（今首都医科大学）。1968年毕业后，路生梅被分配到陕西佳县人民医院，成了当地第一个科班出身的儿科医生。据后来的统计，当时的毕业生当中，仅有路生梅一人坚持留在最初分配的地方。她曾担任陕西省榆林市佳县人民医院副院长、儿科主任，1999年退休，之后依然坚持定期为佳县当地民众义诊。
2024年，获“人民医护工作者”国家荣誉称号。